# بخش ایللا
بخش ایللا (به لاتین: Illela Department) یک منطقهٔ مسکونی در نیجر است که در ناحیه تاهوآ واقع شده‌است. بخش ایللا ۶٬۹۳۳ کیلومتر مربع مساحت و ۳۶۶٬۷۰۴ نفر جمعیت دارد.